# Liste der Kulturdenkmale in Jahnshain
In der Liste der Kulturdenkmale in Jahnshain sind die Kulturdenkmale des Frohburger Ortsteils Jahnshain verzeichnet, die bis Juni 2024 vom Landesamt für Denkmalpflege Sachsen erfasst wurden (ohne archäologische Kulturdenkmale). Die Anmerkungen sind zu beachten.
Diese Aufzählung ist eine Teilmenge der Liste der Kulturdenkmale in Frohburg.

## Jahnshain
| Bild                                    | Bezeichnung | Lage                                      | Datierung | Beschreibung | ID       |
| --------------------------------------- | --- | ----------------------------------------- | --- | --- | -------- |
| Weitere Bilder                          | Kirche (mit Ausstattung), Kirchhof mit Einfriedungsmauer, Kirchhofstor, Kriegerdenkmal für die Gefallenen des Ersten Weltkrieges und drei Grabsteinen an der Kirche | An der Hauptstraße (Karte)                | 12. Jahrhundert (Kirche); um 1500 (Chor der Kirche); um 1510 (Christusfigur); 16. Jahrhundert (Sakramentsnische); 1707 (Altar) | Eine romanische Saalkirche mit spitzem Dachreiter und hohem spätgotischen Chor welcher um 1500 angefügt wurde, drei barocke Sandsteingrabmalen befinden sich an der Nordwand des Kirchenschiffes sowie das Kriegerdenkmal mit Adler sind bau- und ortsgeschichtlich von Bedeutung. Die Kirche hat einen erhöhten Chor mit Stützpfeilern, der Dachreiter mit schmaler, hoher oktogonaler Spitze, die Kirchhofsmauer besteht aus Bruchstein.                                                 | 08971512 |
| Direkt Bild zu diesem Denkmal hochladen | Seitengebäude eines Vierseithofes sowie Einfriedung des Bauerngartens (Jagdgut)                                                                                     | An der Hauptstraße 1 (Karte)              | Um 1800 | Das Seitengebäude mit Fachwerk-Obergeschoss, der Hof in erhöhter Lage dorfbildprägend am Ortsrand, liegt auf der Gemarkung Linda, und ist baugeschichtlich von Bedeutung. Das Wohnhaus besitzt ein Krüppelwalmdach, die Giebel des Wohnhauses sind mit repräsentativer Porphyrtuffgliederung versehen, repräsentativer Porphyrtuffrahmung des Einganges (datiert 1835), die Giebel sind original. Das Stallgebäude ist ein alter Fachwerkbau, originale Garteneinfriedung als Klinkerzaun. | 08971515 |
| Direkt Bild zu diesem Denkmal hochladen | Pfarrhaus und Scheune des Pfarrhofes | An der Hauptstraße 4 (Karte)              | Um 1830 | Das unmittelbar am Kirchhof gelegenes Pfarrgebäude ist ein schlichter Putzbau mit Krüppelwalmdach, bau- und ortsgeschichtlich von Bedeutung. Ein zweigeschossiger Putzbau mit Krüppelwalmdach und Porphyrtuffgewände. | 08971513 |
| Direkt Bild zu diesem Denkmal hochladen | Scheune und zwei Seitengebäude eines Vierseithofes | An der Hauptstraße 7 (Karte)              | Um 1825 | Eine Fachwerk-Scheune, beide Stallgebäude mit Fachwerk-Obergeschoss, ein gut erhaltenes Hofensemble, die Scheune dorfbildprägend, bau- und ortsgeschichtlich von Bedeutung. | 08971516 |
|                                         | Steinkreuz | An der Hauptstraße 13 (gegenüber) (Karte) | 14./15. Jahrhundert | Ein Sühnekreuz mit eingeritztem Schwert, geschichtlich von Bedeutung. In der Dorfmitte gegenüber der Kirche aufgestellt. | 08971530 |
| Direkt Bild zu diesem Denkmal hochladen | Seitengebäude eines ehemaligen Vierseithofes | An der Hauptstraße 31 (Karte)             | 18. Jahrhundert | Landschaftstypischer Fachwerkbau, heimatgeschichtlich von Bedeutung. Ehemals denkmalgeschütztes Stallgebäude mit Fachwerk-Obergeschoss zwischen 2010 und 2016 abgerissen. | 08971526 |
| Direkt Bild zu diesem Denkmal hochladen | Vierseithof mit Torhaus, Wohnstallhaus, Seitengebäude und Scheune                                                                                                   | An der Hauptstraße 43 (Karte)             | Bezeichnet mit 1808 | Die geschlossene Hofanlage aus dem frühen 19. Jahrhundert ist als Fachwerk-Gebäude-Ensemble dorfbildprägend und baugeschichtlich von Bedeutung. Die Tordurchfahrt ist zugesetzt, der Schlussstein ist bezeichnet mit „C. G. H. 1808“, die Wohnhaus-Giebel wurden verändert. | 08971525 |
| Direkt Bild zu diesem Denkmal hochladen | Wohnhaus, Seitengebäude und Scheune eines Dreiseithofes | An der Hauptstraße 47 (Karte)             | Um 1820 (Wohnhaus); bezeichnet mit 1864 (Seitengebäude)                                                                        | Ein kleiner Bauernhof mit Fachwerk-Wohnhaus, Fachwerk-Scheune und massivem Seitengebäude mit Porphyrtuffgliederungen. Eine geschlossen erhaltene Hofanlage, bau- und wirtschaftsgeschichtlich von Bedeutung. Das Wohnhaus mit Korbbogen, Porphyrtuffgewänden um 1820, eine Bautafel mit Datierung 1864. | 08971524 |
| Direkt Bild zu diesem Denkmal hochladen | Wohnstallhaus und Seitengebäude eines Bauernhofes | Mittelweg 7 (Karte)                       | Um 1830 | Beide Gebäude verfügen über ein Fachwerk-Obergeschoss, ein stattliches Wohnstallhaus, der massive Giebel des Gebäudes mit dorfbildprägender Porphyrtuffgestaltung und Drillingsfenstern (Palladio-Motiv), baugeschichtlich von Bedeutung. Ein sehr lang gestrecktes Wohnhaus mit fünfachsigem Giebel, mit kleinem Krüppelwalmdach, darunter Serliana, die Gefache mit Lehmausfachung, ein weiter Traufüberstand.                                                                           | 08971519 |
| Direkt Bild zu diesem Denkmal hochladen | Häuslerhaus | Mittelweg 11 (Karte)                      | Um 1830 | Das Gebäude mit Fachwerk-Obergeschoss ist sozialgeschichtlich von Bedeutung. | 08971517 |
| Direkt Bild zu diesem Denkmal hochladen | Häuslerhaus | Mittelweg 13 (Karte)                      | Um 1830 | Das Gebäude mit Fachwerk-Obergeschoss ist sozialgeschichtlich von Bedeutung. | 08971518 |
| Direkt Bild zu diesem Denkmal hochladen | Vierseithof mit Wohnstallhaus, zwei Seitengebäuden und Scheune | Sahliser Straße 1 (Karte)                 | Ende 18. Jahrhundert (Seitengebäude); Mitte 19. Jahrhundert (Bauernhaus)                                                       | Das Wohnstallhaus ist massiv mit Porphyrtuffgliederungen und repräsentativer Giebelgestaltung mit Drillingsfenstern, beide Seitengebäude mit Fachwerk-Obergeschoss, eine gut erhaltene, geschlossene regionaltypische Hofanlage, bau- und ortsgeschichtlich von Bedeutung. | 08971520 |
| Direkt Bild zu diesem Denkmal hochladen | Torhaus eines Vierseithofes | Sahliser Straße 4 (Karte)                 | Bezeichnet mit 1799 | Das Haus besitzt teilweise ein Fachwerk-Obergeschoss mit V-Streben, einen Porphyrtuffbogen mit datiertem Schlussstein und ist baugeschichtlich von Bedeutung. | 08971521 |
| Direkt Bild zu diesem Denkmal hochladen | Straßenseitiges Seitengebäude und Scheune eines Vierseithofes | Sahliser Straße 18, 18a (Karte)           | Um 1800 | Ein Stallgebäude mit Fachwerk-Obergeschoss und eine Fachwerk-Scheune sind baugeschichtlich von Bedeutung. | 08971522 |
| Direkt Bild zu diesem Denkmal hochladen | Wohnstallhaus, straßenseitiges Seitengebäude und Scheune eines ehemaligen Vierseithofes                                                                             | Sahliser Straße 24 (Karte)                | Ende 18. Jahrhundert (Seitengebäude); Anfang 19. Jahrhundert (Wohnstallhaus); um 1870 (Scheune)                                | Alle Gebäude mit Fachwerk-Obergeschoss, die Seitengebäude mit V-Streben-Konstruktion, eine weitgehend geschlossen erhaltene Hofanlage des Kohrener Landes, bau- und ortsgeschichtlich von Bedeutung. Das Wohnhaus und die Scheune wurden um 1870, zwei alte Stallgebäude Ende 18. / Anfang des 19. Jahrhunderts errichtet, die Scheune ist teilweise verändert. | 08971523 |
| Direkt Bild zu diesem Denkmal hochladen | Nördliches Seitengebäude eines Vierseithofes | Schulweg 2 (Karte)                        | Anfang 19. Jahrhundert | Ein Gebäude mit Fachwerk-Obergeschoss und korbbogigem Porphyrtuff-Türgewände, baugeschichtlich von Bedeutung. | 08971527 |
| Direkt Bild zu diesem Denkmal hochladen | Straßenseitiges Seitengebäude eines Vierseithofes | Schulweg 3 (Karte)                        | 18. Jahrhundert | Ein Gebäude mit Fachwerk-Obergeschoss und korbbogigem Porphyrtuff-Türgewände, Fachwerkgiebel mit bemerkenswerter Giebelspitze, baugeschichtlich von Bedeutung. | 08971528 |
| Direkt Bild zu diesem Denkmal hochladen | Wohnstallhaus, Torhaus und Scheune eines Vierseithofes | Schulweg 4 (Karte)                        | 18. Jahrhundert | Das Wohnstallhaus und Seitengebäude mit Fachwerk-Obergeschoss, zum Teil strebenreiches Fachwerk, bau- und ortsgeschichtlich von Bedeutung. | 08971514 |

## Tabellenlegende
- Bild: Bild des Kulturdenkmals, ggf. zusätzlich mit einem Link zu weiteren Fotos des Kulturdenkmals im Medienarchiv Wikimedia Commons. Wenn man auf das Kamerasymbol klickt, können Fotos zu Kulturdenkmalen aus dieser Liste hochgeladen werden:
- Bezeichnung: Denkmalgeschützte Objekte und ggf. Bauwerksname des Kulturdenkmals
- Lage: Straßenname und Hausnummer oder Flurstücknummer des Kulturdenkmals. Die Grundsortierung der Liste erfolgt nach dieser Adresse. Der Link (Karte) führt zu verschiedenen Kartendiensten mit der Position des Kulturdenkmals. Fehlt dieser Link, wurden die Koordinaten noch nicht eingetragen. Sind diese bekannt, können sie über ein Tool mit einer Kartenansicht einfach nachgetragen werden. In dieser Kartenansicht sind Kulturdenkmale ohne Koordinaten mit einem roten bzw. orangen Marker dargestellt und können durch Verschieben auf die richtige Position in der Karte mit Koordinaten versehen werden. Kulturdenkmale ohne Bild sind an einem blauen bzw. roten Marker erkennbar.
- Datierung: Baubeginn, Fertigstellung, Datum der Erstnennung oder grobe zeitliche Einordnung entsprechend des Eintrags in der sächsischen Denkmaldatenbank
- Beschreibung: Kurzcharakteristik des Kulturdenkmals entsprechend des Eintrags in der sächsischen Denkmaldatenbank, ggf. ergänzt durch die dort nur selten veröffentlichten Erfassungstexte oder zusätzliche Informationen
- ID: Vom Landesamt für Denkmalpflege Sachsen vergebene, das Kulturdenkmal eindeutig identifizierende Objekt-Nummer. Der Link führt zum PDF-Denkmaldokument des Landesamtes für Denkmalpflege Sachsen. Bei ehemaligen Kulturdenkmalen können die Objektnummern unbekannt sein und deshalb fehlen bzw. die Links von aus der Datenbank entfernten Objektnummern ins Leere führen. Ein ggf. vorhandenes Icon  führt zu den Angaben des Kulturdenkmals bei Wikidata.